# Hlavná os hrebeňa Kriváňa

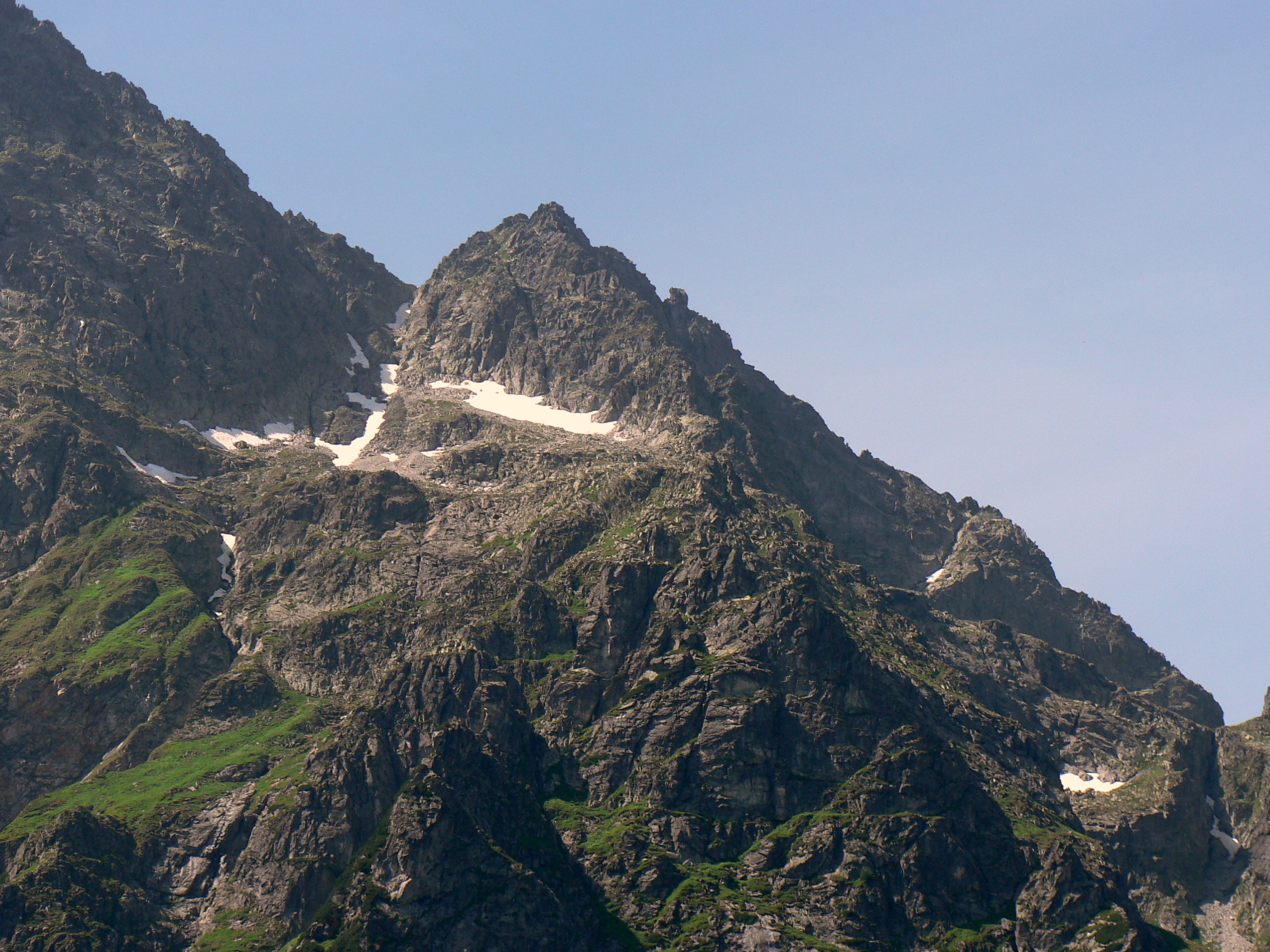
Čubrina (2376 m)

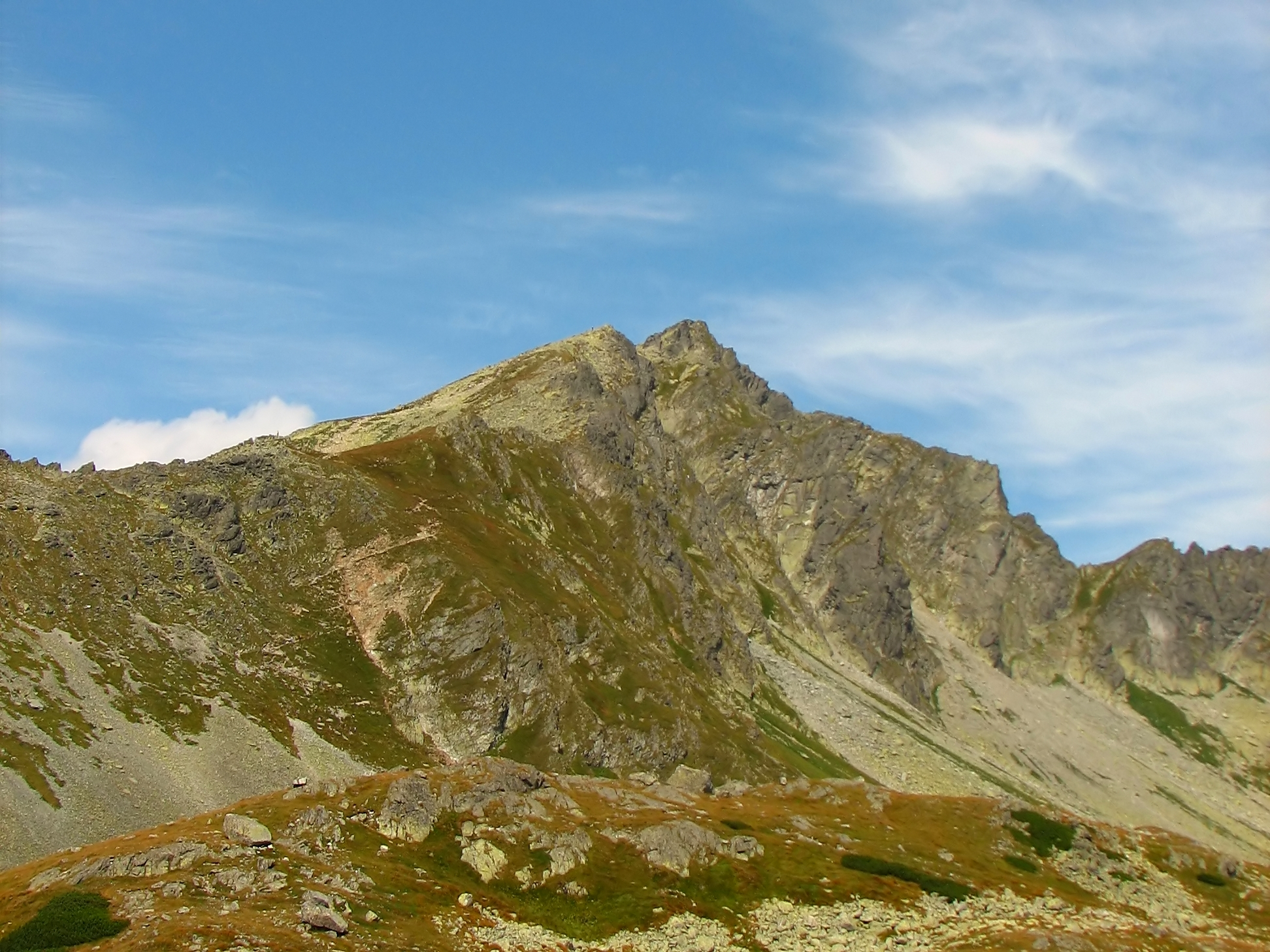
Kôprovský štít (2363 m)

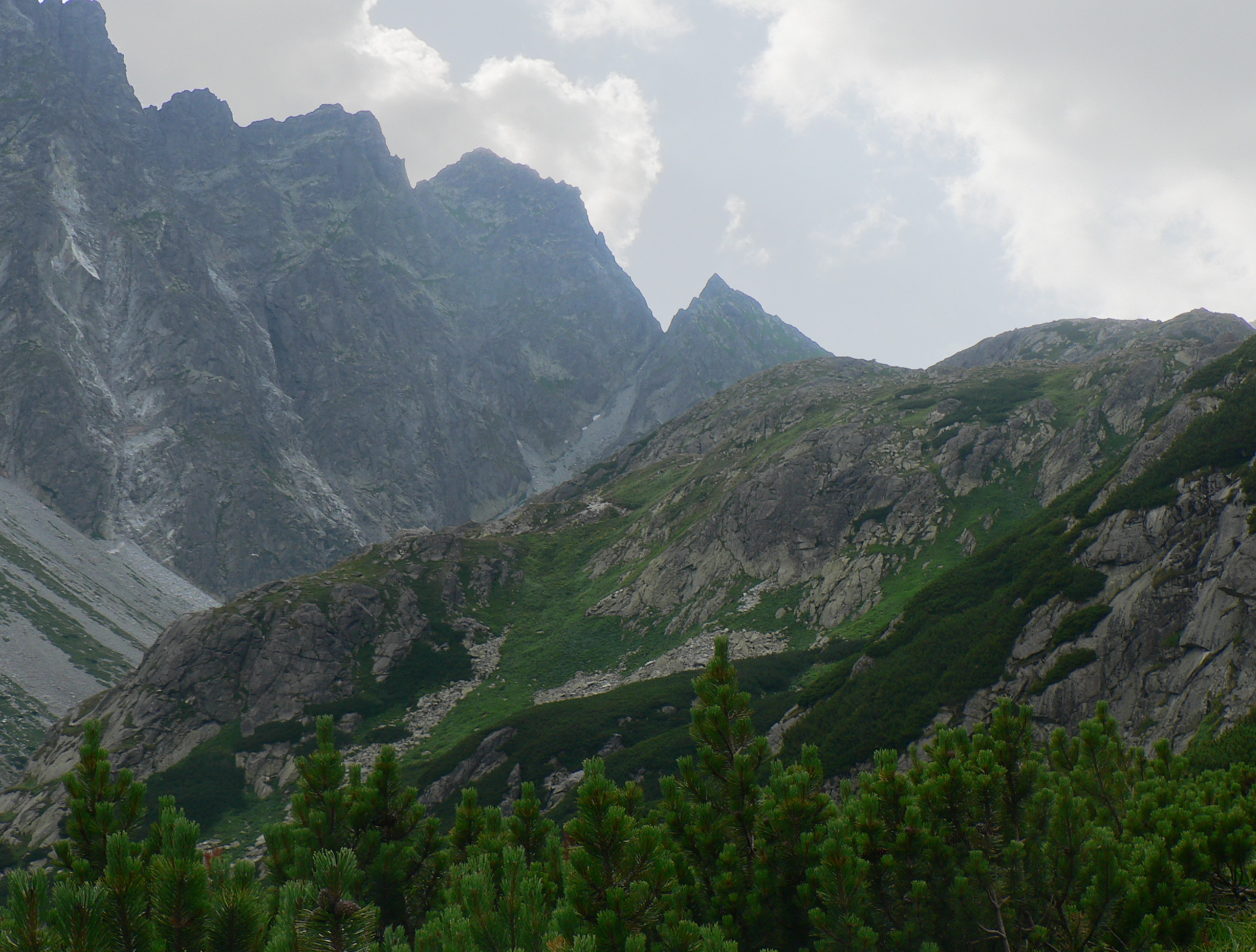
Hlinská veža (2330 m)

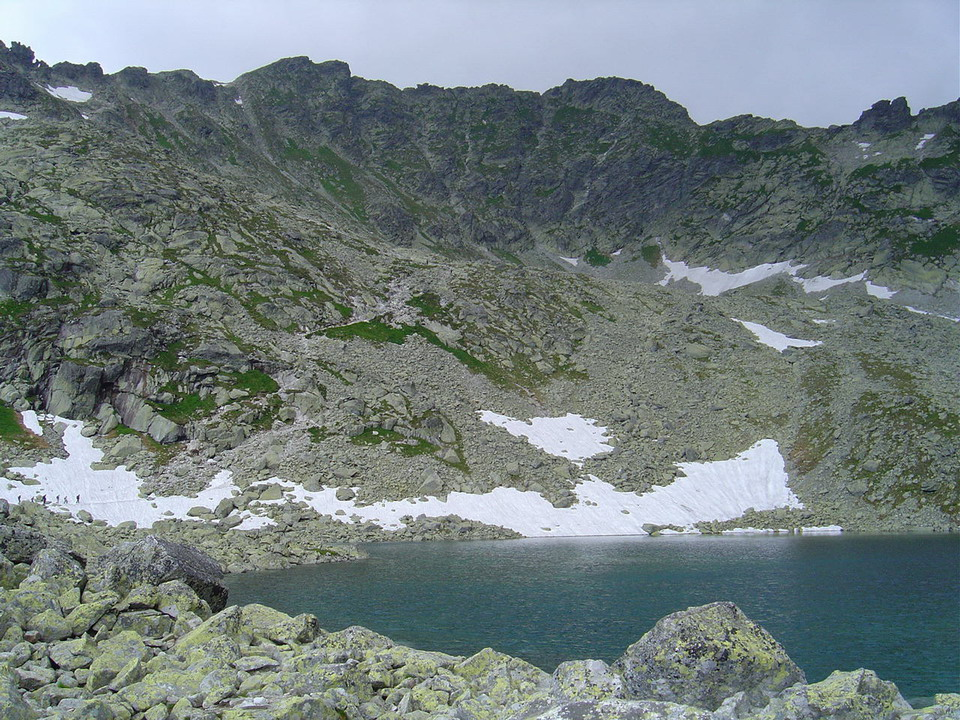
Hrubý vrch (2428 m)

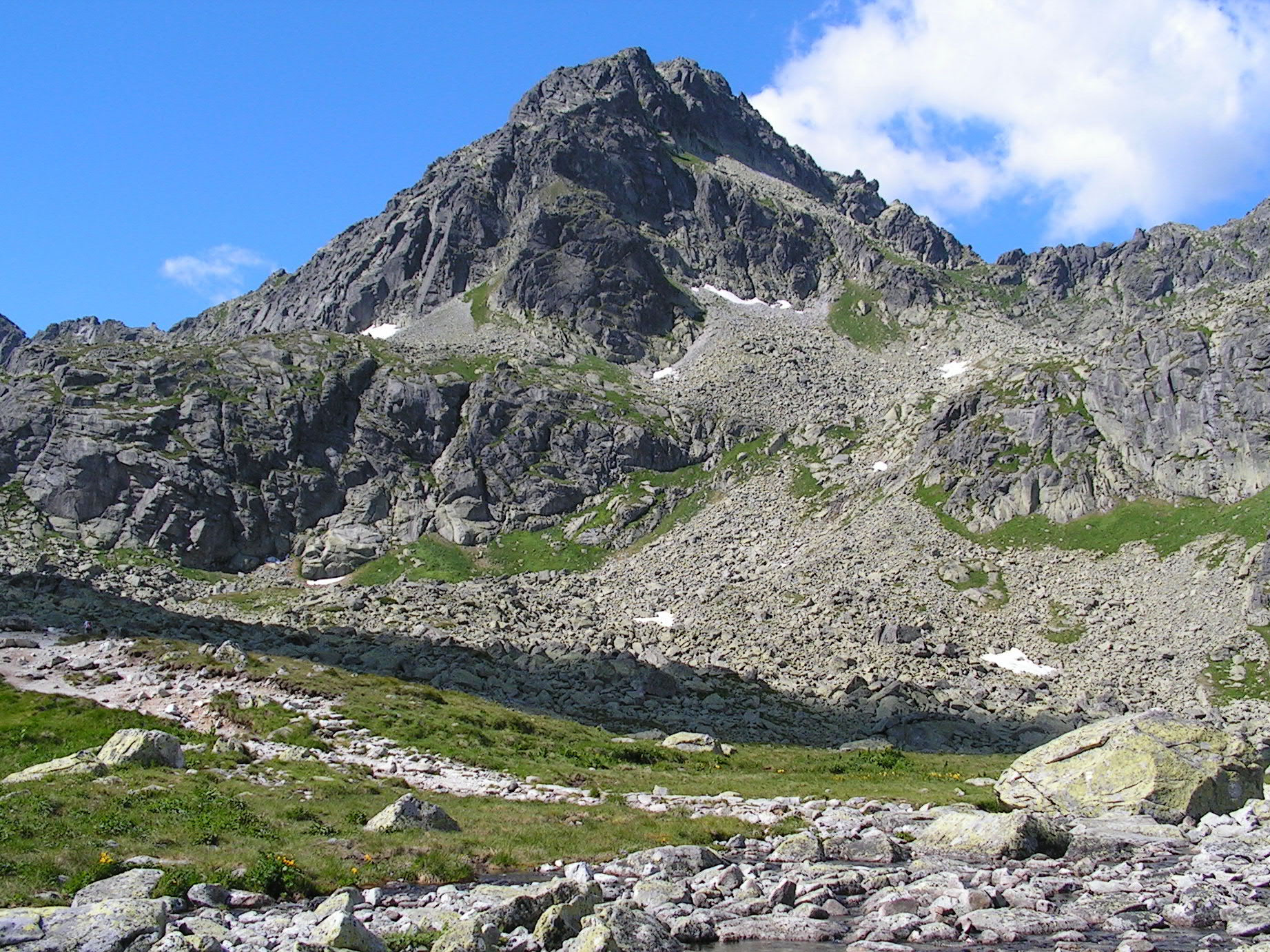
Štrbský štít (2381 m)

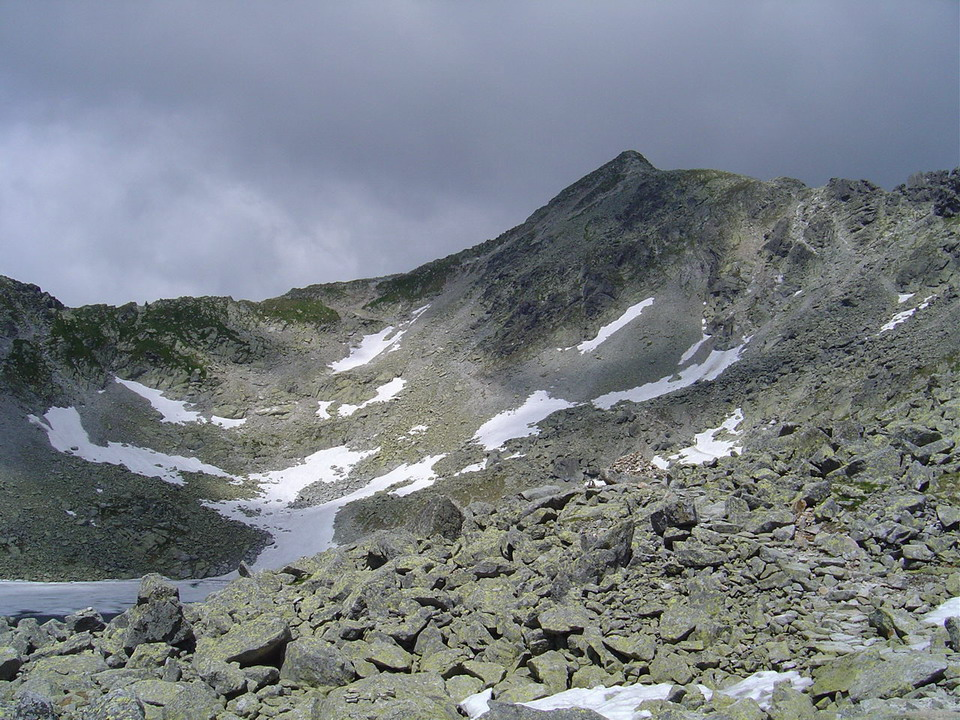
Furkotský štít (2404 m)

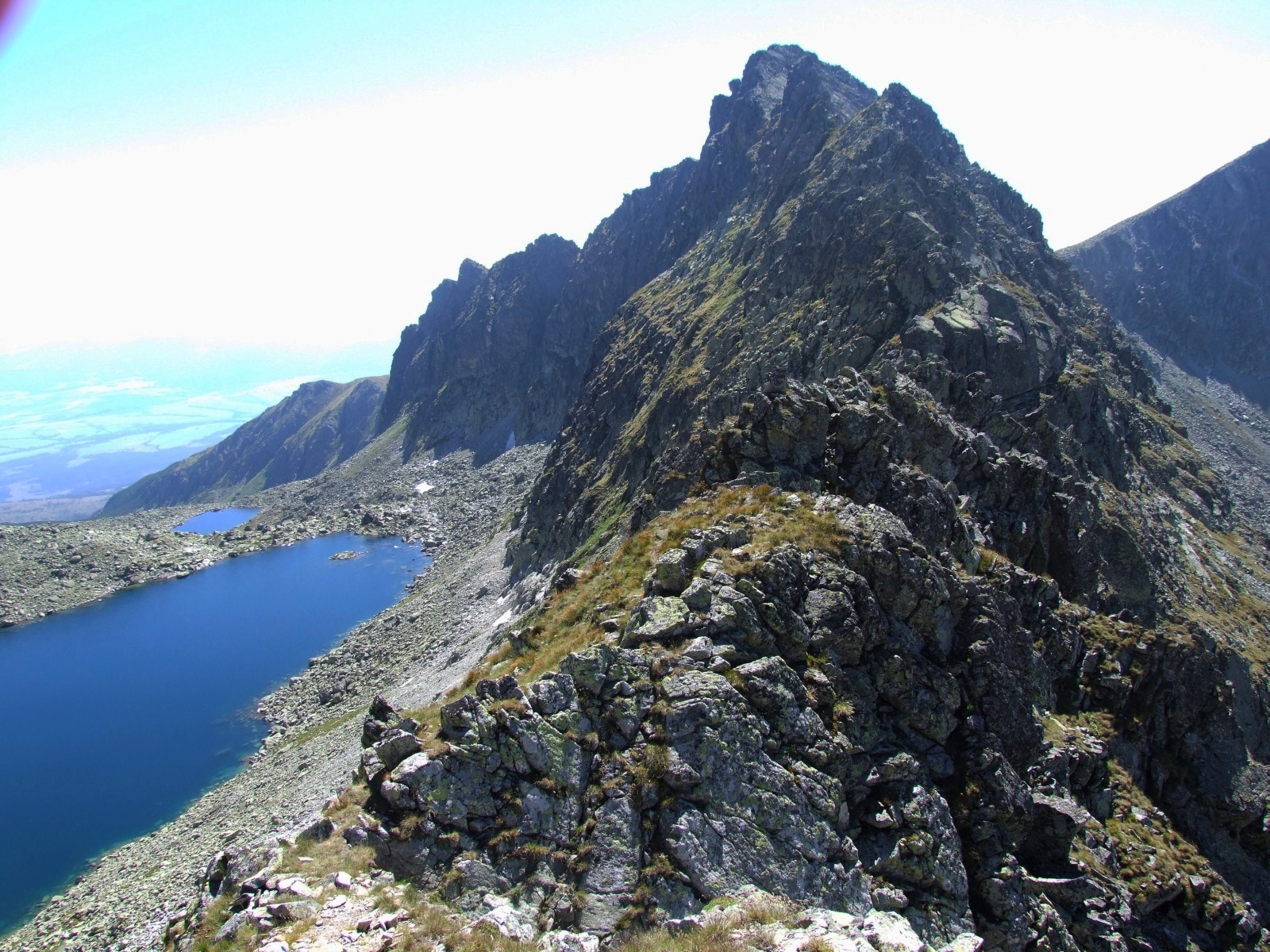
Ostrá (2351 m)

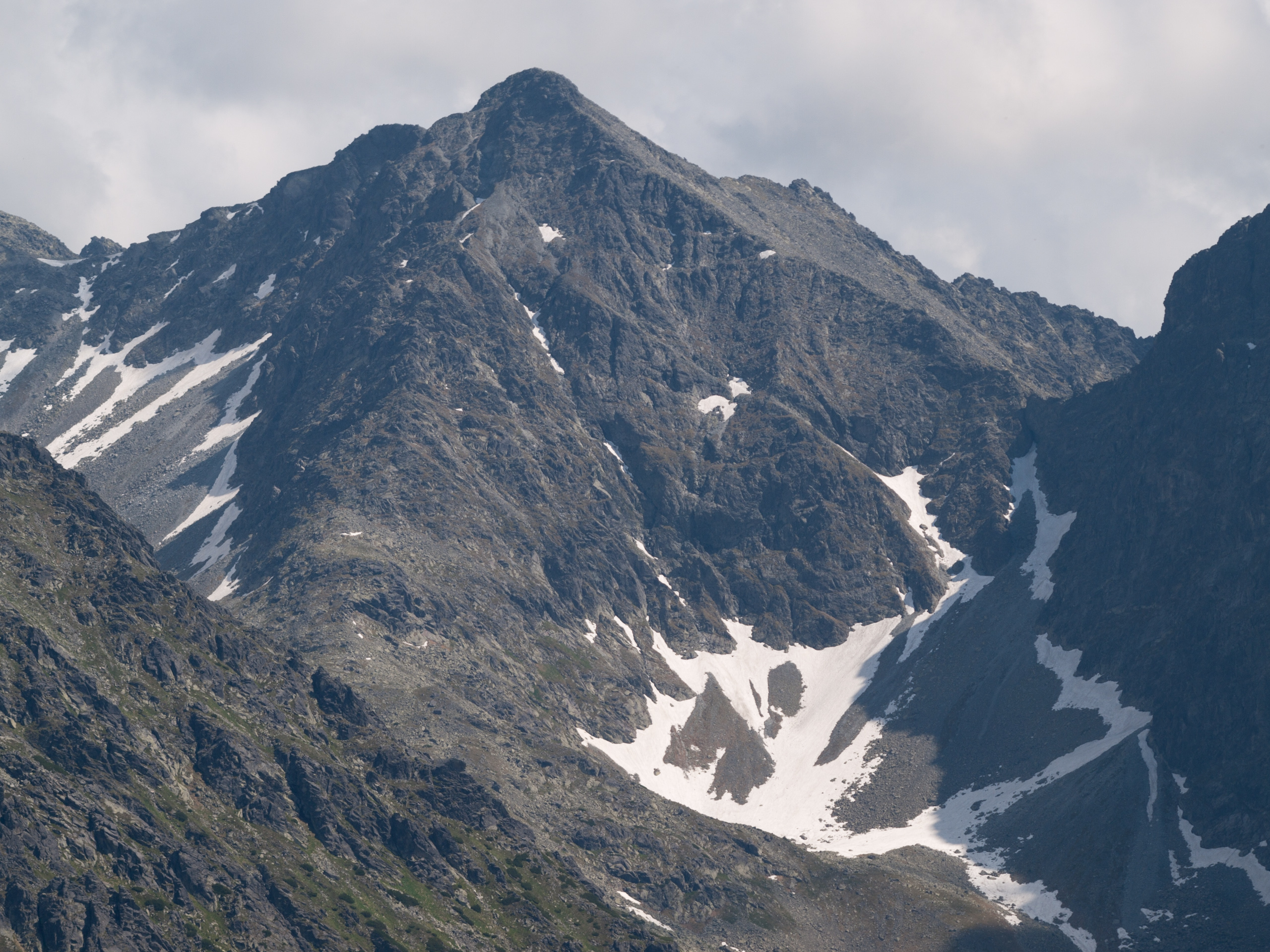
Krátka (2375 m)

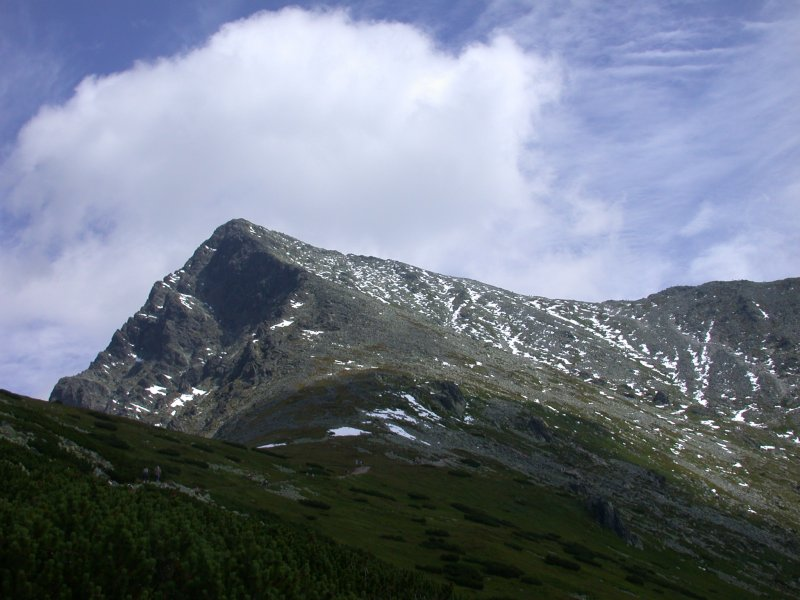
Kriváň (2494 m)

Hlavná os hrebeňa Kriváňa (polsky Główna grań odnogi Krywania, maďarsky Kriván-szárnyvonulat főtengelye, německy Hauptachse des Gebirgszuges des Ochsenhorn) je dlouhý boční hřeben ve Vysokých Tatrách. Od hlavního hřebene se odděluje v Čubrině a směřuje na jihozápad. Hřeben má klikatý průběh a v celé délce leží na území Slovenska. Na severozápadě jej od Liptovských kop odděluje Kôprová dolina.

## Průběh hřebene
|  | Slovenský název              | Polský název                   | Nadmořská výška (m) | Souřadnice                       |
|  | ---------------------------- | ------------------------------ | ------------------- | -------------------------------- |
|  | Čubrina                      | Cubryna                        | 2376                | 49°11′17″ s. š., 20°03′13″ v. d. |
|  | Čubrinská štrbina            | Cubryńska Przełączka           | 2290                | 49°11′14″ s. š., 20°03′14″ v. d. |
|  | Čubrinka                     | Cubrynka                       | 2310                | 49°11′09″ s. š., 20°03′09″ v. d. |
|  | Sedlo pod Čubrinkou          | Zadnia Piarżysta Przełęcz      | 2275                | 49°11′06″ s. š., 20°03′04″ v. d. |
|  | Piargový chrbát              | Piarżyste Czuby                | 2290                | 49°11′04″ s. š., 20°03′02″ v. d. |
|  | Temnosmrečinské sedlo        | Skrajna Piarżysta Przełęcz     | 2280                | 49°11′01″ s. š., 20°03′00″ v. d. |
|  | Kôprovský štít               | Koprowy Wierch                 | 2363                | 49°10′56″ s. š., 20°02′54″ v. d. |
|  | Kôprovská priehyba           | Koprowa Przehyba               | 2310                | 49°10′53″ s. š., 20°02′57″ v. d. |
|  | Kôprovské plece              | Koprowe Ramię                  | 2315                | 49°10′52″ s. š., 20°02′58″ v. d. |
|  | Vyšné Kôprovské sedlo        | Wyżnia Koprowa Przełęcz        | 2180                | 49°10′39″ s. š., 20°03′10″ v. d. |
|  | Kôprovský chrbát             | Koprowe Czuby                  | 2190                | 49°10′32″ s. š., 20°03′10″ v. d. |
|  | Nižné Kôprovské sedlo        | Niżnia Koprowa Przełęcz        | 2120                | 49°10′24″ s. š., 20°03′05″ v. d. |
|  | Kôprovská veža               | Mała Koprowa Turnia            | 2250                | 49°10′20″ s. š., 20°02′57″ v. d. |
|  | Hlinské sedlo                | Hlińska Przełęcz               | 2140                | 49°10′17″ s. š., 20°02′54″ v. d. |
|  | Hlinská veža                 | Hlińska Turnia                 | 2330                | 49°10′15″ s. š., 20°02′51″ v. d. |
|  | Mlynické sedlo               | Młynicka Przełęcz              | 2300                | 49°10′15″ s. š., 20°02′38″ v. d. |
|  | Štrbský štít                 | Szczyrbski Szczyt              | 2381                | 49°10′15″ s. š., 20°02′29″ v. d. |
|  | Štrbské sedlo                | Szczyrbska Przełęcz            | 2237                | 49°10′18″ s. š., 20°02′12″ v. d. |
|  | Štrbská vežička              | Szczyrbska Turniczka           | 2237                | 49°10′19″ s. š., 20°02′05″ v. d. |
|  | Štrbina nad Malou záhradkou  | Przełączka nad Małym Ogrodem   | 2260                | 49°10′19″ s. š., 20°02′00″ v. d. |
|  | Veža nad Okrúhlym plesom     | Kolista Turnia                 | 2323                | 49°10′19″ s. š., 20°01′55″ v. d. |
|  | Štrbina nad Veľkou záhradkou | Przełączka nad Wielkim Ogrodem | 2315                |                                  |
|  | Mlynická veža                | Młynicka Turnia                | 2360                | 49°10′16″ s. š., 20°01′49″ v. d. |
|  | Hrubá priehyba               | Hruba Przehyba                 | 2305                |                                  |
|  | Hrubý vrch                   | Hruby Wierch                   | 2428                | 49°10′03″ s. š., 20°01′37″ v. d. |
|  | Hrubý priechod               | Hruby Przechód                 | ?                   |                                  |
|  | Furkotská priehyba           | Furkotna Przehyba              | 2380                | 49°10′09″ s. š., 20°01′37″ v. d. |
|  | Furkotský štít               | Furkot                         | 2404                | 49°10′07″ s. š., 20°01′37″ v. d. |
|  | Furkotské sedlo              | Furkotna Przełęcz              | 2277                | 49°10′00″ s. š., 20°01′27″ v. d. |
|  | Malá Furkotská veža          | Mała Furkotna Turnia           | ?                   |                                  |
|  | Nižná Furkotská štrbina      | Niżnia Furkotna Ławka          | ?                   |                                  |
|  | Prostredná Furkotská veža    | Pośrednia Furkotna Turnia      | ?                   |                                  |
|  | Prostredná Furkotská štrbina | Pośrednia Furkotna Ławka       | ?                   |                                  |
|  | Furkotská veža               | Wielka Furkotna Turnia         | ?                   | 49°09′53″ s. š., 20°01′20″ v. d. |
|  | Vyšná Furkotská štrbina      | Wyżnia Furkotna Ławka          | ?                   |                                  |
|  | Ostrá                        | Ostra                          | 2351                | 49°09′49″ s. š., 20°01′18″ v. d. |
|  | Nefcerské sedlo              | Niewcyrska Przełęcz            | 2270                | 49°09′47″ s. š., 20°01′05″ v. d. |
|  | Krátka                       | Krótka                         | 2375                | 49°09′48″ s. š., 20°00′47″ v. d. |
|  | Špára                        | Przełęcz Szpara                | 2176                | 49°09′50″ s. š., 20°00′29″ v. d. |
|  | Rameno Kriváňa               | Ramię Krywania                 | 2395                | 49°09′52″ s. š., 20°00′09″ v. d. |
|  | Priehyba Ramena              | Przehyba Ramienia              | ?                   | 49°09′50″ s. š., 20°00′04″ v. d. |
|  | Kriváň                       | Krywań                         | 2494                | 49°09′46″ s. š., 19°59′56″ v. d. |
|  | Krivánsky hrb                | Krywański Garb                 | 2281                | 49°09′36″ s. š., 19°59′40″ v. d. |
|  | Sedlo nad priehybami         | Siodło nad Przehybami          | ?                   |                                  |
|  | Vyšná priehyba               | Wyżnia Przehyba                | 1982                | 49°09′32″ s. š., 19°59′15″ v. d. |
|  | Sedlo priehyb                | Siodło między Przehybami       | ?                   |                                  |
|  | Nižná priehyba               | Niżnia Przehyba                | 1779                | 49°09′25″ s. š., 19°58′51″ v. d. |
|  | Grúnikova priehyba           | Gronikowska Przehyba           | ?                   | 49°09′10″ s. š., 19°58′22″ v. d. |
|  | Grúnik                       | Gronik                         | 1576                | 49°09′10″ s. š., 19°58′21″ v. d. |